# Coupe d'Océanie de football 2016
Navigation
2012 2024
La Coupe d'Océanie de football 2016 était la 10e édition de la Coupe d'Océanie de football, le championnat international quadriennal de football masculin d'Océanie organisé par la Confédération du football d'Océanie. Le tournoi s'est déroulé du 28 mai au 11 juin 2016 à Port Moresby, en Papouasie-Nouvelle-Guinée. Le vainqueur, Nouvelle-Zélande s'est qualifié pour la coupe des confédérations 2017 en Russie.
Semblable à l'édition précédente de 2012, le tournoi sert également de phase de qualification pour la coupe du monde 2018 pour la région Océanie. Ainsi les trois premiers de chaque groupe du premier tour de ce tournoi, soit six équipes, accèdent au troisième tour de qualification pour la coupe du monde, qui se joue entre mars et octobre 2017, dont le vainqueur dispute les barrages intercontinentaux en novembre 2017. En ce qui concerne la coupe d'Océanie proprement dite, les deux  premiers de chaque groupe se qualifient pour les demi-finales.
Cela signifie qu'une fois de plus, l'équipe qui remporte la coupe d'Océanie de football (et représente ensuite l'OFC a la coupe des confédérations), peut très bien échouer lors du tour suivant de qualification pour la coupe du monde de la zone ou en barrage intercontinental. Le champion d'Océanie 2012, Tahiti avait d'ailleurs été éliminé ainsi du mondial 2014 avant même les barrages.

## Désignation du pays organisateur
En 2014, la Confédération du football d'Océanie avait décidé que, comme en 1996 et 2008, la compétition n'aurait pas de phase finale organisée en un lieu fixe. L'idée était que l'ensemble de la compétition serve d'éliminatoires pour la coupe du monde 2018 pour la région Océanie, en groupes sur deux tours avec matchs aller-retour (à domicile et à l'extérieur).
Cependant, en 2015, l'OFC décide de revenir au format de l'édition de 2012, ce qui nécessitait un pays hôte. Le 16 octobre 2015, le président David Chung indique que la Papouasie-Nouvelle-Guinée, qui avait accueilli les Jeux du Pacifique de 2015, était la seule association membre à postuler pour l'organisation. Le 30 octobre 2015, le pays est confirmé comme lieu de l'événement.

## Équipes
Les 11 équipes nationales de l'OFC affiliées à la FIFA sont inscrites à la Coupe d'Océanie de football. Les sept équipes les mieux classées de la zone au classement mondial de la FIFA participent d'office à la compétition. Les quatre dernières équipes, les mêmes qu'en 2012, (Samoa américaines, Îles Cook, Samoa et Tonga) ont de nouveau participé au tour préliminaire, disputé en tournoi toutes rondes simple à Tonga qui a vu les Samoa se qualifier.

### Équipes qualifiées
| Équipe                      | Méthode de qualification     | Date de qualification | Participation | Dernière participation | Classement FIFA | Meilleur résultat                  |
| --------------------------- | ---------------------------- | --------------------- | ------------- | ---------------------- | --------------- | ---------------------------------- |
| Fidji                       | Qualification automatique    | 29 mars 2014          | 8th           | 2012                   | 183             | Troisième (1998, 2008)             |
| Nouvelle-Calédonie          | Qualification automatique    | 29 mars 2014          | 6th           | 2012                   | 191             | Finaliste (2008, 2012)             |
| Nouvelle-Zélande            | Qualification automatique    | 29 mars 2014          | 10th          | 2012                   | 161             | Vainqueur (1973, 1998, 2002, 2008) |
| Papouasie-Nouvelle-Guinée H | Qualification automatique    | 29 mars 2014          | 4th           | 2012                   | 198             | 1er tour (1980, 2002, 2012)        |
| Îles Salomon                | Qualification automatique    | 29 mars 2014          | 7th           | 2012                   | 192             | Finaliste (2004)                   |
| Tahiti                      | Qualification automatique    | 29 mars 2014          | 9th           | 2012                   | 196             | Vainqueur (2012)                   |
| Vanuatu                     | Qualification automatique    | 29 mars 2014          | 9th           | 2012                   | 181             | Quatrième (1973, 2000, 2002, 2008) |
| Samoa                       | Vainqueur des qualifications | 4 septembre 2015      | 2nd           | 2012                   | 170             | 1er tour (2012)                    |

## Format
Le format de la Coupe d'Océanie de football est le suivant :
- Au premier tour, les huit équipes sont réparties dans deux groupes de quatre au sein desquels elles s'affrontent en matchs simples. Les deux premiers de chaque groupe se qualifient pour les demi-finales. En outre, les demi-finalistes et les troisièmes de groupe sont qualifiés pour le troisième tour des qualifications pour la Coupe du monde 2018.

L'OFC avait examiné différentes possibilités pour la Coupe d'Océanie 2016. Une proposition précédente adoptée par l'OFC en octobre 2014 prévoyait que les huit équipes réparties en deux groupes de quatre équipes disputent des matchs aller-retour en tournoi toutes rondes; les deux premiers de chaque groupe devaient ensuite s'affronter dans une poule finale à quatre pour décider du vainqueur de la Coupe d'Océanie 2016, qui se qualifierait à la fois pour la coupe des confédérations 2017 et les barrages intercontinentaux. Cependant, il a été rapporté plus tard en avril 2015 que l'OFC était revenue sur sa décision et que la Coupe d'Océanie 2016 se jouerait selon une formule similaire à la coupe d'Océanie de football 2012.

## Villes et stades
Initialement, le PNG Football Stadium et le Sir John Guise Stadium, tous deux situés à Port Moresby, avaient été choisis pour accueillir le tournoi. Cependant, il a finalement été décidé que l'intégralité du tournoi se jouerait au Sir John Guise. Le site a une capacité de 15000 spectateurs et a également accueilli plus tard la Coupe du monde féminine de football des moins de 20 ans 2016, qui s'est déroulée en Papouasie-Nouvelle-Guinée.
C'était le stade principal des Jeux du Pacifique de 2015, où se sont déroulées les cérémonies d'ouverture et de clôture, ainsi que les épreuves d'athlétisme, d'haltérophilie, de dynamophilie, de Rugby à XIII, de Rugby à sept, de hockey sur gazon et de beach-volley. Auparavant, sa capacité avait été augmentée après la construction d'une nouvelle tribune.
| [[Fichier:Papua New Guinea location map.svg\|450px\|{{#if:\|{{{alt}}}\|Coupe d'Océanie de football 2016 est dans la page Papouasie-Nouvelle-Guinée.]]Port Moresby | Port Moresby           |
| --- | ---------------------- |
| [[Fichier:Papua New Guinea location map.svg\|450px\|{{#if:\|{{{alt}}}\|Coupe d'Océanie de football 2016 est dans la page Papouasie-Nouvelle-Guinée.]]Port Moresby | Sir John Guise Stadium |
| [[Fichier:Papua New Guinea location map.svg\|450px\|{{#if:\|{{{alt}}}\|Coupe d'Océanie de football 2016 est dans la page Papouasie-Nouvelle-Guinée.]]Port Moresby | Capacité : 15,000      |
| [[Fichier:Papua New Guinea location map.svg\|450px\|{{#if:\|{{{alt}}}\|Coupe d'Océanie de football 2016 est dans la page Papouasie-Nouvelle-Guinée.]]Port Moresby |                        |

## Arbitres
10 arbitres et 12 arbitres assistants ont été nommés pour le tournoi.
Arbitres
- Ravitesh Behari
- Médéric Lacour
- Matthew Conger
- Nick Waldron
- Amos Anio
- George Time
- Norbert Hauata
- Abdelkader Zitouni
- Robinson Banga
- Joel Hopkken

Arbitres assistants
- John Pareanga
- Ravinesh Kumar
- Avinesh Narayan
- Bertrand Brial
- Mark Rule
- Norman Bafinu Sali
- Noah Kusunan
- Johnny Erick Niabo
- Philippe Revel
- Folio Moeaki
- Tevita Makasini
- Hilmon Sese

## Tirage au sort
Le tirage au sort de la coupe d'Océanie de football 2016 a eu lieu dans le cadre du tirage au sort préliminaire de la coupe du monde 2018 le 25 juillet 2015, à partir de 18:00 MSK (UTC+3), au Palais Konstantinovsky à Strelna, Saint-Pétersbourg, Russie,.
Le classement de la zone est basé sur le classement mondial de la FIFA de juillet 2015. Les huit équipes ont été réparties avant le tirage en deux pots :
- Pot 1 : équipes classées de 1 à 4.
- Pot 2 : équipes classées de 5 à 7 plus le vainqueur du tour préliminaire.

Chaque groupe est composé de deux équipes du Pot 1 et deux équipes du Pot 2. Le tirage au sort ayant eu lieu avant le tour préliminaire, l'identité du vainqueur de celui-ci n'est pas connue au moment du tirage au sort. L'ordre des rencontres de chaque groupe dans le calendrier est établi en fonction de la position lors du tirage au sort de chaque équipe (équipes du Pot 1 tirées au sort en position 1 ou 2, équipes du Pot 2 tirées au sort en position 3 ou 4).
- Remarque : les équipes en gras parviendront à se qualifier pour le troisième tour de qualification pour la Coupe du monde.

| Chapeau 1                                                                                   | Chapeau 2 |
| ------------------------------------------------------------------------------------------- | --- |
| 1. Nouvelle-Zélande (136) 2. Nouvelle-Calédonie (167) 3. Tahiti (188) 4. Îles Salomon (191) | 1. Vanuatu (197) 2. Fidji (199) 3. Papouasie-Nouvelle-Guinée (202) 4. Samoa (198) (vainqueur du premier tour) |

## Déroulement de la phase finale

### Phase de groupes

#### Groupe A
| Rang | Équipe                    | Pts | J | G | N | P | Bp | Bc | Diff |
| ---- | ------------------------- | --- | - | - | - | - | -- | -- | ---- |
| 1    | Papouasie-Nouvelle-Guinée | 5   | 3 | 1 | 2 | 0 | 11 | 3  | +8   |
| 2    | Nouvelle-Calédonie        | 5   | 3 | 1 | 2 | 0 | 9  | 2  | +7   |
| 3    | Tahiti                    | 5   | 3 | 1 | 2 | 0 | 7  | 3  | +4   |
| 4    | Samoa                     | 0   | 3 | 0 | 0 | 3 | 0  | 19 | -19  |

     Équipes qualifiées et troisième tour de qualification pour la Coupe du Monde ;      Équipes qualifiées pour le troisième tour de qualification pour la Coupe du monde ;
 Pts = points ; J = joués ; G = gagnés ; N = nuls ; P = perdus ; Bp = buts pour ; Bc = buts contre ; Diff = différence de buts.
| 29 mai 2016     | Papouasie-Nouvelle-Guinée | 1–1 | Nouvelle-Calédonie | Sir John Guise Stadium, Port Moresby           |                                                |
| 16:00 UTC+10:00 | Semmy 41e                 |     | 84e Saïko          | Spectateurs : 4 231 Arbitrage : Matthew Conger | Spectateurs : 4 231 Arbitrage : Matthew Conger |
| 16:00 UTC+10:00 | Rapport                   |     |                    | Spectateurs : 4 231 Arbitrage : Matthew Conger | Spectateurs : 4 231 Arbitrage : Matthew Conger |

| 29 mai 2016     | Tahiti                                         | 4–0 | Samoa | Sir John Guise Stadium, Port Moresby            |                                                 |
| 19:00 UTC+10:00 | T. Tehau 2e, 5e · Chong Hue 15e · A. Tehau 39e |     |       | Spectateurs : 4 720 Arbitrage : Ravitesh Behari | Spectateurs : 4 720 Arbitrage : Ravitesh Behari |
| 19:00 UTC+10:00 | Rapport                                        |     |       | Spectateurs : 4 720 Arbitrage : Ravitesh Behari | Spectateurs : 4 720 Arbitrage : Ravitesh Behari |

| 1er juin 2016   | Papouasie-Nouvelle-Guinée | 2–2 | Tahiti                      | Sir John Guise Stadium, Port Moresby         |                                              |
| 16:00 UTC+10:00 | Gunemba 45+1e, 64e        |     | 66e A. Tehau · 76e T. Tehau | Spectateurs : 1 643 Arbitrage : Nick Waldron | Spectateurs : 1 643 Arbitrage : Nick Waldron |
| 16:00 UTC+10:00 | Rapport                   |     |                             | Spectateurs : 1 643 Arbitrage : Nick Waldron | Spectateurs : 1 643 Arbitrage : Nick Waldron |

| 1er juin 2016   | Nouvelle-Calédonie                                                                              | 7–0 | Samoa | Sir John Guise Stadium, Port Moresby           |                                                |
| 19:00 UTC+10:00 | Kayara 18e, 30e · Nemia 28e · Zeoula 38e (pen.) · Wadriako 53e · Cexome 79e · Dahite 89e (pen.) |     |       | Spectateurs : 2 015 Arbitrage : Robinson Banga | Spectateurs : 2 015 Arbitrage : Robinson Banga |
| 19:00 UTC+10:00 | Rapport                                                                                         |     |       | Spectateurs : 2 015 Arbitrage : Robinson Banga | Spectateurs : 2 015 Arbitrage : Robinson Banga |

| 5 juin 2016     | Samoa   | 0–8 | Papouasie-Nouvelle-Guinée                                                 | Sir John Guise Stadium, Port Moresby         |                                              |
| 16:00 UTC+10:00 |         |     | 13e, 51e Foster · 33e, 63e, 83e Gunemba · 58e, 74e Dabinyaba · 67e Upaiga | Spectateurs : 2 678 Arbitrage : Joel Hopkken | Spectateurs : 2 678 Arbitrage : Joel Hopkken |
| 16:00 UTC+10:00 | Rapport |     |                                                                           | Spectateurs : 2 678 Arbitrage : Joel Hopkken | Spectateurs : 2 678 Arbitrage : Joel Hopkken |

| 5 juin 2016     | Tahiti         | 1–1 | Nouvelle-Calédonie | Sir John Guise Stadium, Port Moresby         |                                              |
| 19:00 UTC+10:00 | T. Tehau 90+2e |     | 80e Kaï            | Spectateurs : 3 158 Arbitrage : Nick Waldron | Spectateurs : 3 158 Arbitrage : Nick Waldron |
| 19:00 UTC+10:00 | Rapport        |     |                    | Spectateurs : 3 158 Arbitrage : Nick Waldron | Spectateurs : 3 158 Arbitrage : Nick Waldron |

#### Groupe B
| Rang | Équipe           | Pts | J | G | N | P | Bp | Bc | Diff |
| ---- | ---------------- | --- | - | - | - | - | -- | -- | ---- |
| 1    | Nouvelle-Zélande | 9   | 3 | 3 | 0 | 0 | 9  | 1  | +8   |
| 2    | Îles Salomon     | 3   | 3 | 1 | 0 | 2 | 1  | 2  | -1   |
| 3    | Fidji            | 3   | 3 | 1 | 0 | 2 | 4  | 6  | -2   |
| 4    | Vanuatu          | 3   | 3 | 1 | 0 | 2 | 3  | 8  | -5   |

     Équipes qualifiées et troisième tour de qualification pour la Coupe du Monde ;      Équipes qualifiées pour le troisième tour de qualification pour la Coupe du monde ;
 Pts = points ; J = joués ; G = gagnés ; N = nuls ; P = perdus ; Bp = buts pour ; Bc = buts contre ; Diff = différence de buts.
| 28 mai 2016     | Nouvelle-Zélande                               | 3–1 | Fidji                | Sir John Guise Stadium, Port Moresby         |                                              |
| 16:00 UTC+10:00 | Tzimópoulos 16e · Fallon 41e · Wood 61e (pen.) |     | 45+2e (pen.) Krishna | Spectateurs : 378 Arbitrage : Norbert Hauata | Spectateurs : 378 Arbitrage : Norbert Hauata |
| 16:00 UTC+10:00 | Rapport                                        |     |                      | Spectateurs : 378 Arbitrage : Norbert Hauata | Spectateurs : 378 Arbitrage : Norbert Hauata |

| 28 mai 2016     | Vanuatu | 0–1 | Îles Salomon | Sir John Guise Stadium, Port Moresby           |                                                |
| 19:00 UTC+10:00 |         |     | 19e Donga    | Spectateurs : 1 611 Arbitrage : Médéric Lacour | Spectateurs : 1 611 Arbitrage : Médéric Lacour |
| 19:00 UTC+10:00 | Rapport |     |              | Spectateurs : 1 611 Arbitrage : Médéric Lacour | Spectateurs : 1 611 Arbitrage : Médéric Lacour |

| 31 mai 2016     | Vanuatu | 0–5 | Nouvelle-Zélande                                            | Sir John Guise Stadium, Port Moresby    |                                         |
| 16:00 UTC+10:00 |         |     | 4e, 5e Wood · 10e McGlinchey · 19e Fallon · 45e Barbarouses | Spectateurs : 520 Arbitrage : Amos Anio | Spectateurs : 520 Arbitrage : Amos Anio |
| 16:00 UTC+10:00 | Rapport |     |                                                             | Spectateurs : 520 Arbitrage : Amos Anio | Spectateurs : 520 Arbitrage : Amos Anio |

| 31 mai 2016     | Îles Salomon | 0–1 | Fidji              | Sir John Guise Stadium, Port Moresby             |                                                  |
| 19:00 UTC+10:00 |              |     | 85e (pen.) Krishna | Spectateurs : 798 Arbitrage : Abdelkader Zitouni | Spectateurs : 798 Arbitrage : Abdelkader Zitouni |
| 19:00 UTC+10:00 | Rapport      |     |                    | Spectateurs : 798 Arbitrage : Abdelkader Zitouni | Spectateurs : 798 Arbitrage : Abdelkader Zitouni |

| 4 juin 2016     | Fidji                     | 2–3 | Vanuatu                                         | Sir John Guise Stadium, Port Moresby             |                                                  |
| 16:00 UTC+10:00 | Kautoga 51e · Krishna 69e |     | 19e Fred · 41e Masauvakalo · 75e (pen.) Kaltack | Spectateurs : 851 Arbitrage : Abdelkader Zitouni | Spectateurs : 851 Arbitrage : Abdelkader Zitouni |
| 16:00 UTC+10:00 | Rapport                   |     |                                                 | Spectateurs : 851 Arbitrage : Abdelkader Zitouni | Spectateurs : 851 Arbitrage : Abdelkader Zitouni |

| 4 juin 2016     | Nouvelle-Zélande | 1–0 | Îles Salomon | Sir John Guise Stadium, Port Moresby           |                                                |
| 19:00 UTC+10:00 | Adams 80e        |     |              | Spectateurs : 1 925 Arbitrage : Norbert Hauata | Spectateurs : 1 925 Arbitrage : Norbert Hauata |
| 19:00 UTC+10:00 | Rapport          |     |              | Spectateurs : 1 925 Arbitrage : Norbert Hauata | Spectateurs : 1 925 Arbitrage : Norbert Hauata |

### Dernier carré
Tous les matchs sont à élimination directe, avec éventuelle prolongation et séance de tirs au but si le score est toujours de parité à la fin du match après 120 minutes de jeu.
|  | Demi-finales              | Demi-finales          |                           |         | Finale                 | Finale                 |
|  | Demi-finales              | Demi-finales          |                           |         | Finale                 | Finale                 |
|  |                           |                       |                           |         |                        |                        |
|  | 8 juin à Port Moresby     | 8 juin à Port Moresby |                           |         | 11 juin à Port Moresby | 11 juin à Port Moresby |
|  | 8 juin à Port Moresby     | 8 juin à Port Moresby |                           |         | 11 juin à Port Moresby | 11 juin à Port Moresby |
|  | Papouasie-Nouvelle-Guinée | 2                     |                           |         | 11 juin à Port Moresby | 11 juin à Port Moresby |
|  | Papouasie-Nouvelle-Guinée | 2                     |                           |         | 11 juin à Port Moresby | 11 juin à Port Moresby |
|  | Îles Salomon              | 1                     |                           |         | 11 juin à Port Moresby | 11 juin à Port Moresby |
|  | Îles Salomon              | 1                     | Papouasie-Nouvelle-Guinée | 0ap (2) |                        |                        |
|  | 8 juin à Port Moresby     |                       | Papouasie-Nouvelle-Guinée | 0ap (2) |                        |                        |
|  |                           | Nouvelle-Zélande      | 0 tab(4)                  |         |                        |                        |
|  | Nouvelle-Zélande          | Nouvelle-Zélande      | 0 tab(4)                  | 1       |                        |                        |
|  | Nouvelle-Zélande          |                       |                           | 1       |                        |                        |
|  | Nouvelle-Calédonie        | 0                     |                           |         |                        |                        |
|  | Nouvelle-Calédonie        | 0                     |                           |         |                        |                        |

#### Demi-finales
| 8 juin 2016     | Nouvelle-Zélande | 1–0 | Nouvelle-Calédonie | Sir John Guise Stadium, Port Moresby               |                                                    |
| 16:10 UTC+10:00 | Wood 49e         |     |                    | Spectateurs : 1 379 Arbitrage : Abdelkader Zitouni | Spectateurs : 1 379 Arbitrage : Abdelkader Zitouni |
| 16:10 UTC+10:00 | Rapport          |     |                    | Spectateurs : 1 379 Arbitrage : Abdelkader Zitouni | Spectateurs : 1 379 Arbitrage : Abdelkader Zitouni |

| 8 juin 2016     | Papouasie-Nouvelle-Guinée  | 2–1 | Îles Salomon | Sir John Guise Stadium, Port Moresby           |                                                |
| 19:40 UTC+10:00 | Foster 38e · Dabinyaba 82e |     | 41e Molea    | Spectateurs : 3 548 Arbitrage : Matthew Conger | Spectateurs : 3 548 Arbitrage : Matthew Conger |
| 19:40 UTC+10:00 | Rapport                    |     |              | Spectateurs : 3 548 Arbitrage : Matthew Conger | Spectateurs : 3 548 Arbitrage : Matthew Conger |

#### Finale
| 11 juin 2016    | Nouvelle-Zélande                             | 0–0 a. p.       | Papouasie-Nouvelle-Guinée         | Sir John Guise Stadium, Port Moresby            |                                                 |
| 16:00 UTC+10:00 |                                              |                 |                                   | Spectateurs : 13 000 Arbitrage : Norbert Hauata | Spectateurs : 13 000 Arbitrage : Norbert Hauata |
| 16:00 UTC+10:00 | Rapport                                      |                 |                                   | Spectateurs : 13 000 Arbitrage : Norbert Hauata | Spectateurs : 13 000 Arbitrage : Norbert Hauata |
| 16:00 UTC+10:00 | Fallon · McGlinchey · Dyer · Brockie · Rojas | Tirs au but 4–2 | Upaiga · Semmy · Foster · Gunemba | Spectateurs : 13 000 Arbitrage : Norbert Hauata | Spectateurs : 13 000 Arbitrage : Norbert Hauata |

## Statistiques

### Buteurs
Il y a eu 48 buts marqués en 15 matches, soit une moyenne de 3,2 buts par match.
5 buts
- Raymond Gunemba

4 buts
- Teaonui Tehau
- Chris Wood

3 buts
- Roy Krishna
- Michael Foster
- Nigel Dabinyaba

2 buts
- Rory Fallon
- Alvin Tehau
- Roy Kayara

1 buts
- Steevy Chong Hue
- Jerry Donga
- Tommy Semmy
- Koriak Upaiga
- Bertrand Kaï
- Jean-Philippe Saïko
- Kevin Nemia
- César Zéoula
- Jean-Brice Wadriako
- Joerisse Cexome
- Jefferson Dahité
- Themistoklís Tzimópoulos
- Kosta Barbarouses
- Michael McGlinchey
- Luke Adams
- Dominique Fred
- Fenedy Masauvakalo
- Brian Kaltack
- Samuela Ibo Kautoga

## Récompenses
| Récompense              | Joueur             |
| ----------------------- | ------------------ |
| Meilleur joueur         | David Muta         |
| Meilleur buteur         | Raymond Gunemba    |
| Meilleur gardien de but | Stefan Marinović   |
| Prix du fair-play       | Nouvelle-Calédonie |

## Aspects socio-économiques

### Droits de diffusion
| Region                    | Diffuseur                |
| ------------------------- | ------------------------ |
| Océanie                   | OFC TV                   |
| Asie-Pacifique            | Fox Sports               |
| Asie du sud               | Star Sports              |
| Europe                    | Eurosport                |
| Australie                 | SBS                      |
| Fidji                     | FBC TV                   |
| Polynésie française       | Tahiti Nui TV            |
| Nouvelle-Calédonie        | Nouvelle-Calédonie 1re   |
| Nouvelle-Zélande          | Sky Sports               |
| Papouasie-Nouvelle-Guinée | EM TV                    |
| Samoa                     | TV1 Samoa                |
| Îles Salomon              | Telekom Television       |
| Vanuatu                   | Television Blong Vanuatu |